# К-3 (1940)
| К-3                                                                                         | К-3                                                                              | К-3                                                                              |
| ------------------------------------------------------------------------------------------- | -------------------------------------------------------------------------------- | -------------------------------------------------------------------------------- |
|                                                                                             |                                                                                  |                                                                                  |
|                                                                                             |                                                                                  |                                                                                  |
| Схема підводного човна типу «Крейсерська»                                                   |                                                                                  |                                                                                  |
| Під прапором                                                                                | Військово-морський флот СРСР                                                     | Військово-морський флот СРСР                                                     |
| Порт приписки                                                                               | Полярний                                                                         | Полярний                                                                         |
| Закладений                                                                                  | 27 грудня 1937 року                                                              | 27 грудня 1937 року                                                              |
| Спуск на воду                                                                               | 31 липня 1938 року                                                               | 31 липня 1938 року                                                               |
| Введений до складу флоту                                                                    | 27 листопада 1940 року                                                           | 27 листопада 1940 року                                                           |
| На службі                                                                                   | 1940-1943                                                                        | 1940-1943                                                                        |
| Сучасний статус                                                                             | в березні 1943 року зник безвісти                                                | в березні 1943 року зник безвісти                                                |
| Бойовий досвід                                                                              | Друга світова війна Кампанія в Арктиці Арктичні конвої                           | Друга світова війна Кампанія в Арктиці Арктичні конвої                           |
| Проєкт                                                                                      |                                                                                  |                                                                                  |
| Тип ПЧ                                                                                      | крейсерський дизель-електричний торпедний підводний човен                        | крейсерський дизель-електричний торпедний підводний човен                        |
| Розробник проєкту                                                                           | завод № 194 (імені Марті), Ленінград                                             | завод № 194 (імені Марті), Ленінград                                             |
| Головний конструктор                                                                        | Рудницкий М. О.                                                                  | Рудницкий М. О.                                                                  |
| Основні характеристики                                                                      |                                                                                  |                                                                                  |
| Швидкість (надводна)                                                                        | 22,5 вузли (42 км/год)                                                           | 22,5 вузли (42 км/год)                                                           |
| Швидкість (підводна)                                                                        | 10 вузлів (18 км/год)                                                            | 10 вузлів (18 км/год)                                                            |
| Робоча глибина занурення                                                                    | 80 м                                                                             | 80 м                                                                             |
| Гранична глибина занурення                                                                  | 100 м                                                                            | 100 м                                                                            |
| Автономність плавання                                                                       | 50 діб                                                                           | 50 діб                                                                           |
| Екіпаж                                                                                      | 67 осіб (10 офіцерів і 57 матросів)                                              | 67 осіб (10 офіцерів і 57 матросів)                                              |
| Розміри                                                                                     |                                                                                  |                                                                                  |
| Довжина найбільша (по КВЛ)                                                                  | 97,7 м                                                                           | 97,7 м                                                                           |
| Ширина корпусу найб.                                                                        | 7,4 м                                                                            | 7,4 м                                                                            |
| Середня осадка (по КВЛ)                                                                     | 4,04 м                                                                           | 4,04 м                                                                           |
| Водотоннажність надводна                                                                    | 1 490 т                                                                          | 1 490 т                                                                          |
| Силова установка                                                                            |                                                                                  |                                                                                  |
| дизель-електрична; 2 × дизельних двигуни 9ДКР дизель-генератор 38К8 2 × електродвигуни ПГ11 |                                                                                  |                                                                                  |
| Гвинти                                                                                      | 2                                                                                | 2                                                                                |
| Потужність                                                                                  | 2 × 4200 к.с. (дизелі) 800 к.с. (дизель-генератор) 2 × 1200 к.с. (електродвигун) | 2 × 4200 к.с. (дизелі) 800 к.с. (дизель-генератор) 2 × 1200 к.с. (електродвигун) |
| Озброєння                                                                                   |                                                                                  |                                                                                  |
| Артилерія                                                                                   | 2 × 102-мм корабельні гармати Б-24БЛ                                             | 2 × 102-мм корабельні гармати Б-24БЛ                                             |
| Торпедно- мінне озброєння                                                                   | 6 носових та 4 кормові ТА калібру 533-мм (24 торпеди) 20 мін                     | 6 носових та 4 кормові ТА калібру 533-мм (24 торпеди) 20 мін                     |
| ППО                                                                                         | 2 × 45-мм напівавтоматичні гармати 21-К                                          | 2 × 45-мм напівавтоматичні гармати 21-К                                          |

К-3 — радянський великий дизель-електричний підводний човен серії XIV, типу «Крейсерська», що входив до складу Військово-морського флоту СРСР за часів Другої світової війни. Закладений 27 грудня 1937 року на верфі заводу № 194, у Ленінграді під будівельним номером 453. 31 липня 1938 року спущений на воду. 27 листопада 1940 року корабель увійшов до строю, а 26 травня 1940 року включений до складу Балтійського флоту ВМФ СРСР. Першим командиром став капітан 3 рангу Корсака В'ячеслава Миколайовича.

## Історія служби
22 червня 1941 року підводний човен зустрінув під командуванням капітан-лейтенанта Малафєєва Кузьми Івановича (командир «К-3» з травня 1941 року) у складі Навчальної бригади підводних човнів Червонопрапорного Балтійського флоту. Незабаром К-3 перейшов у Кронштадт, де почав екстрено готуватися для переходу по Біломорсько-Балтійському каналу на Північний флот. 21 серпня підводний човен почав перехід і 9 вересня прибув у Бєломорськ. 17 вересня К-3 офіційно увійшов до складу Північного флоту, а 9 листопада — в Полярне, звідки почав здійснювати бойові походи на комунікації противника.
З липня 1941 до березня 1943 року підводний човен здійснив дев'ять бойових походів під час яких знищив 2 великих мисливці, 1 транспорт (327 брт) та пошкодив 1 військовий транспорт (8116 брт).
У ніч на 14 березня 1943 року К-3 вийшов у свій останній бойовий похід і мав діяти в районі Просангер-фіорда (позиція № 3). Надалі на зв'язок човен не виходив і в призначений час на базу не повернувся. Подальша доля К-3 невідома: однією з версій є затоплення його вранці 17 березня при невдалій атаці німецького конвою. Кораблі ескорту спостерігали сліди п'яти торпед і контратакували підводний човен, скинувши кілька глибинних бомб. Також не виключається, що ввечері 21 березня на захід від району першої атаки невідомий підводний човен атакував ще один ворожий конвой і був контратакований німецькими мисливцями за підводними човнами UJ 1102, UJ 1106 та UJ 1111, які скинули 100 глибинних бомб. В результаті вони спостерігали ознаки загибелі субмарини — масляна пляма, бульбашки повітря, дерев'яні уламки. Екіпаж з 68 людей загинув у повному складі.